# Kostiantin Simtchouk
Kostiantin Mikolaïovitch Simtchouk - en ukrainien : Костянтин Миколайович Симчук - ou Konstantin Nikolaïovitch Simtchouk - en russe : Константин Николаевич Симчук et en anglais : Kostiantyn Simchuk - (né le 26 février 1974 à Kiev en République socialiste soviétique d'Ukraine) est un joueur professionnel de hockey sur glace ukrainien. Il évolue au poste de gardien de but.

## Biographie

### Carrière en club
Formé au HK Sokol Kiev, il commence sa carrière en senior en 1993 dans la MHL. Entre 1997 et 2001, il évolue dans les ligues mineures d'Amérique du Nord. Il revient au Sokol Kiev en 2009 après de nombreuses saisons dans l'élite russe.

### Carrière internationale
Il représente l'Ukraine au niveau international. Il a participé aux Jeux olympiques d'hiver de 2002 et a de nombreuses éditions du championnat du monde.

## Trophées et honneurs personnels
- Superliga
  - 2002 : participe au Match des étoiles avec l'équipe est.
  - 2004 : participe au Match des étoiles avec l'équipe est.
- Ukraine
  - 2005 : nommé joueur ukrainien de l'année.
  - 2011 : dans l'équipe d'étoiles.